# Alexandre Perrier
Pour les articles homonymes, voir Perrier.
Alexandre Perrier, né le 17 mai 1862 à Genève et mort dans la même ville le 5 mai 1936, est un artiste peintre suisse.

## Biographie
Orphelin de père à l'âge de 6 ans, il est élevé, ainsi que son frère Louis, son aîné de deux ans, par leur mère, Belonie Perrier née Clément. Dès l'enfance, encouragé par sa mère, Alexandre s'essaie au dessin et à la peinture.
Après son diplôme en 1879 au Collège de Genève dans la même volée (1879) que Mathias Morhardt et Albert Trachsel, il est stagiaire pendant une courte période dans une banque de Genève.
En 1881, sa passion du dessin le pousse à se rendre à Mulhouse pour travailler en tant que dessinateur dans l'industrie de l'impression textile.
En 1891, il déménage à Paris, où il travaille comme dessinateur de costume et illustrateur de mode dans un atelier. Cela lui laisse quelque trois mois de vacances par an, permettant à Perrier de rentrer en Suisse et de peindre. Il fréquente le milieu des artistes et écrivains suisses de Paris, tels que Ferdinand Hodler, Albert Trachsel, Eugène Grasset, Félix Vallotton, Edouard Rod, Louis Dumur et Mathias Morhardt, et découvre alors les nouveaux mouvements artistiques tels que le néo-impressionnisme, le symbolisme et l'Art Nouveau. Très sensible aux droits de l'homme, il devient dreyfusard, sans doute sous l'influence de son ami Mathias Morhardt, secrétaire général de la Ligue des droits de l'homme. Progressiste et pacifiste, il lit Emile Zola, Anatole France et Romain Rolland.
Il présente des toiles au Salon des Indépendants, chaque année de 1891 jusqu'en 1895. En 1894, il quitte l'atelier où il travaille, pour se consacrer à la peinture. Puis, peu avant 1900, il retourne à Genève, où il se voue désormais à la peinture de paysage. Il y restera jusqu'à sa mort.
Dès 1896, ses œuvres figurent dans de nombreuses expositions à Genève, Lausanne, Vevey (exposition nationale suisse). Il reçoit une médaille de bronze à l'Exposition universelle de Paris en 1900. En 1902, il expose à la Sécession de Vienne, avec Ferdinand Hodler et Cuno Amiet. Une exposition personnelle lui est consacrée au Bâtiment électoral de Genève en 1903 ; elle est admirée par Alexandre Cingria qui en parle à Charles Ferdinand Ramuz. En 1904, Perrier expose à Lausanne avec Abraham Hermanjat, et à l'exposition internationale de Düsseldorf, puis en 1905 à Munich. En 1909, une deuxième exposition personnelle importante a lieu de nouveau au Bâtiment électoral, à Genève. En 1910, Perrier participe à l'exposition inaugurale du Kunsthaus de Zurich et à une exposition au musée Rath de Genève. Dès lors, comme le disent J. Fontaine et Y. Siegrist, Alexandre Perrier « ne cessera de participer tant aux expositions genevoises qu'aux expositions nationales ». La dernière exposition à l'étranger à laquelle il prend part est l'Exposition des artistes suisses contemporains à Turin en 1926.
En 1917, il est nommé président de la section genevoise de la Société des peintres, sculpteurs et architectes suisses. Dans cette fonction, il revendique inlassablement auprès des autorités genevoises un lieu d'expositions temporaires pour les artistes contemporains, en proposant le Musée Rath. Par la suite, ce musée accueillera en 1921, lors de sa réouverture après rénovation, une exposition municipale des beaux-arts.
En mai 1924, l'une des plus importantes expositions personnelles de Perrier prend place à la salle Crosnier du Palais de l'Athénée, à Genève, sous le titre de « Vision de lacs et de montagnes », avec 17 toiles, exposition organisée par la Classe des Beaux-Arts de la Société des Arts, qui désire « marquer […] l'importance qu'elle attache à l’œuvre de ce peintre » et révéler « la grandeur, la tenue et la sérénité d'une œuvre accomplie dans la solitude ». Cette exposition est reprise l'année suivante au Kunsthaus de Zurich. La Société des Arts de Genève consacre à nouveau une exposition personnelle à Perrier en mars 1933.
Au début mai 1936, en sortant de la projection du film Les Temps modernes de Charlie Chaplin dans la salle de l'Alhambra à Genève, Alexandre Perrier tombe dans les escaliers et se fracture le crâne. Il décède à l'hôpital quelques jours plus tard, le 5 mai, sans avoir repris connaissance.

## Peinture
Alexandre Perrier se consacre à un petit nombre de sujets, essentiellement des paysages, en particulier des vues de montagne, qu'il reprend inlassablement tout au long de sa vie : des images de Praz de Lys, du Salève vu de Collonges-sous-Salève, du mont Blanc, du Léman depuis Cologny, Mies et Clarens sur Montreux.
Contrairement aux Impressionnistes, il ne peint pas en extérieur, mais dans son atelier d'après ses souvenirs ainsi que les notes et esquisses dont, au cours de ses longues promenades solitaires, il remplit le petit carnet qu'il a toujours sur lui. Perrier est un contemplatif, qui s'imprègne de la beauté et de l'harmonie du paysage, notamment au lever et au coucher du soleil - « heures plus mystérieuses que les autres » -, puis reproduit dans son tableau ses « visions », c'est-à-dire « toute l'émotion qu'il a ressentie dans cette communion avec les paysages qu'il aime », autrement dit la beauté, la poésie et la sérénité qu'il a éprouvées dans la nature. Il est fasciné par la lumière et c'est la présence de celle-ci « qui fait l'essence du tableau ». Il a d'ailleurs écrit dans ses carnets que son souhait le plus cher est que la personne qui regarde l'un de ses tableaux « emporte cette vision de lumière et d'atmosphère qui fait ma joie quand je me trouve en pleine nature ». Comme l'a dit Adrien Bovy, Perrier « modulait […] l'expression du mystère de la nature et de la vie. Ses tableaux étaient pour lui des poèmes. »
Il a également peint des compositions symboliques et quelques portraits.
En ce qui concerne le style de Perrier, dans la première période de son travail il a utilisé la technique de pointillisme, sans pourtant être, « comme Signac, fidèle à la loi des complémentarités et au mélange optique ». Alors que Perrier avait été considéré comme faisant partie de l'avant-garde de la peinture suisse avec Hodler et Amiet lors de l'exposition de 1902 de la Sécession de Vienne, depuis lors ne cessant « d'adapter ses moyens techniques à la nouveauté de ses sensations », n'imitant personne et étant un « artiste solitaire » dont la production diffère beaucoup de celle des autres peintres, et « ne devant rien à Cézanne, il n'était plus compris ». Dès 1910 environ, Perrier a modifié radicalement son style pictural en évoluant vers un art de plus en plus dépouillé : « matière picturale extrêmement fine et […] émancipation de la couleur par rapport au dessin », adoptant un pinceau plus libre.

## Œuvres

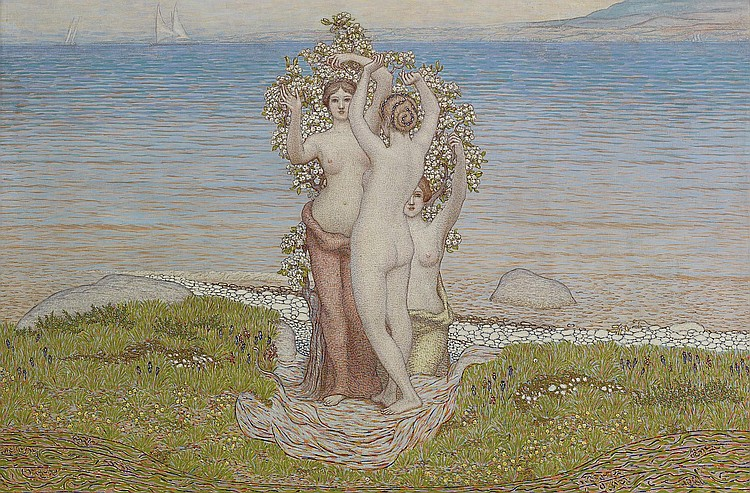
Les Trois Grâces
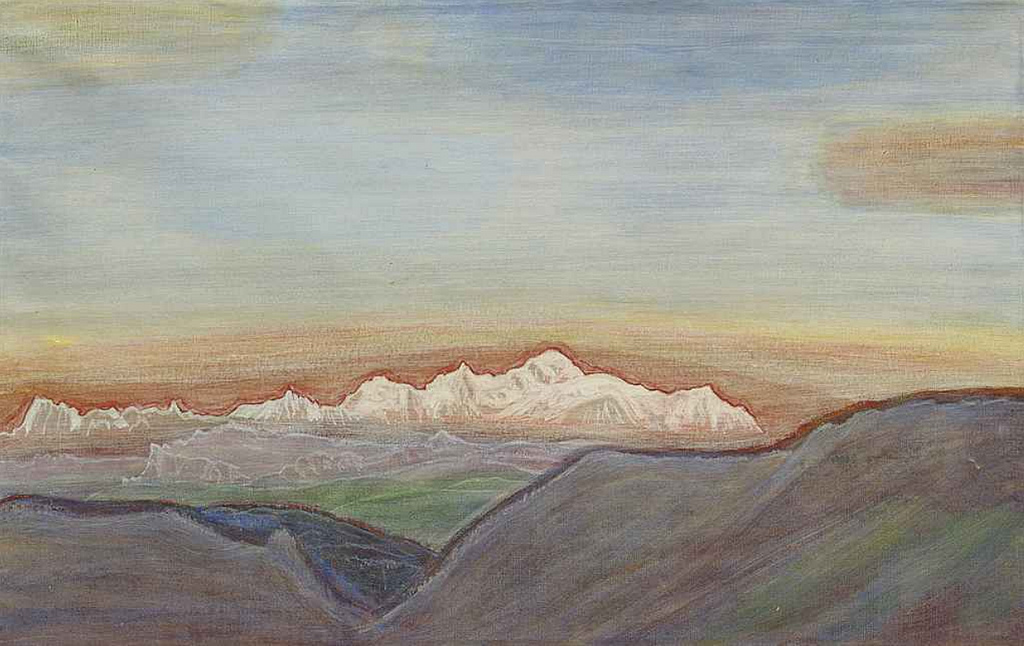
Mont-Blanc vu du Praz-de-Lys
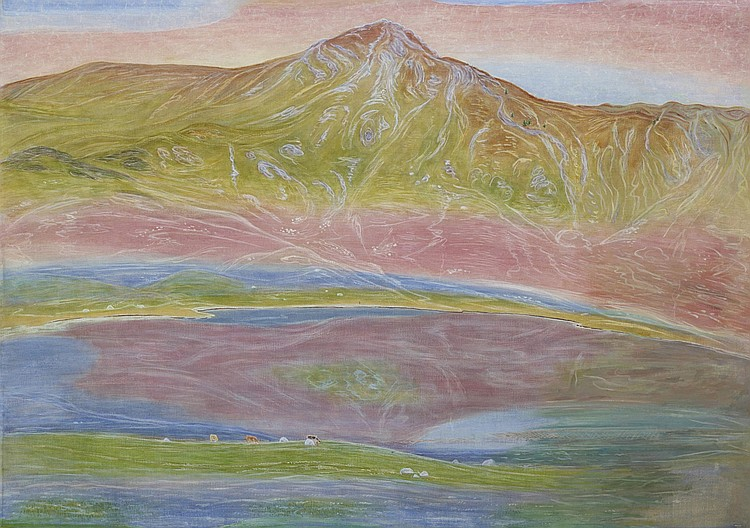
Lac de Roy
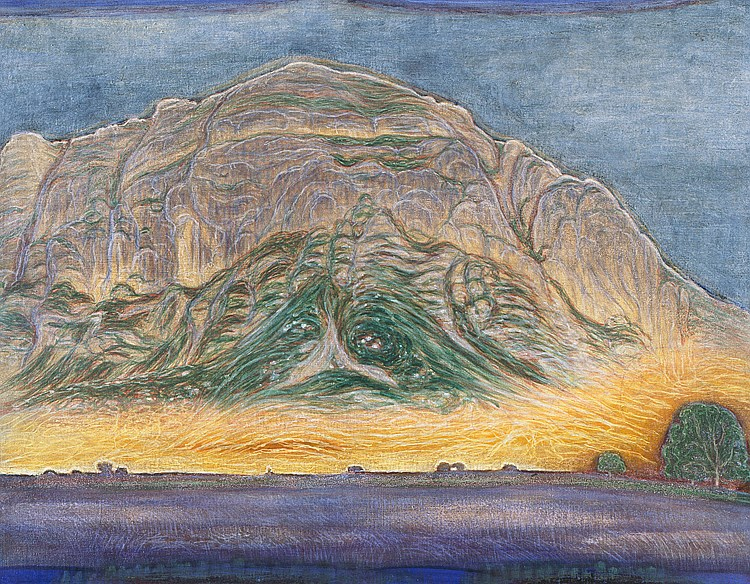
Salève

## Principales expositions posthumes
- Genève : Musée Rath, 5 - 24 janvier 1937 (90 toiles et 40 dessins) - exposition posthume organisée par la famille de l'artiste et la section de Genève de la Société des peintres, sculpteurs et architectes suisses (sous le patronage du Conseil administratif de la Ville de Genève)
- Berne : Kunsthalle, 1937 (95 pièces)
- Genève : exposition rétrospective, Musée de l'Athénée (37 toiles), 1945
- Genève : « Cent ans de peinture genevoise » (4 toiles), Musée Rath, 1957 (à l'occasion du centenaire de la Société des amis des beaux-arts)[23]
- Genève : Musée d'art et d'histoire, 14 avril - 31 mai 1986 (24 toiles)
- Soleure : Kunstmuseum, 24 octobre 1986 - 4 janvier 1987 (24 toiles)
- Soleure : Kunstmuseum, 14 août 2008 - 23 novembre 2008 (82 pièces)
- Genève : Musée d'art et d'histoire, 19 mars - 23 août 2009 (82 pièces)